# Saint-Martin-de-Hinx
Saint-Martin-de-Hinx är en kommun i departementet Landes i regionen Nouvelle-Aquitaine i sydvästra Frankrike. Kommunen ligger i kantonen Saint-Vincent-de-Tyrosse som tillhör arrondissementet Dax. År 2022 hade Saint-Martin-de-Hinx 1 749 invånare.

## Befolkningsutveckling
Antalet invånare i kommunen Saint-Martin-de-Hinx
Referens:INSEE